# Huitième district congressionnel de l'Ohio
Le 8e district congressionnel de l'Ohio se trouve du côté ouest de l'Ohio, à la frontière de l'Indiana. Les villes de Hamilton, Fairfield, Middletown, Springfield, Eaton, Greenville, Piqua et Troy font partie du district. Le district était représenté par le Républicain John Boehner, 53e Speaker de la Chambre des Représentants des États-Unis. Le 25 septembre 2015, Boehner a annoncé sa démission de la présidence et sa retraite du Congrès, qui est entrée en vigueur le 31 octobre 2015.
Le représentant actuel de cette circonscription est le Républicain Warren Davidson, qui a battu le Démocrate Corey Foister et le candidat du Parti Vert James J. Condit Jr. aux élections spéciales de 2016 pour occuper le siège de Boehner,.

## Historique de vote[4]
| Année | Poste     | Résultats              |
| ----- | --------- | ---------------------- |
| 2000  | Président | Bush 61,0 % – 36,0 %   |
| 2004  | Président | Bush 64,0 % – 35,0 %   |
| 2008  | Président | McCain 60,3 % – 38,1 % |
| 2012  | Président | Romney 61,9 % – 36,4 % |
| 2016  | Président | Trump 60,9 % – 34,9 %  |
| 2020  | Président | Trump 60,3 % – 38,3 %  |

## Liste des Représentants du district
| Membre                          | Parti                 | Années                            | Années         | Histoire électoral |
| ------------------------------- | --------------------- | --------------------------------- | -------------- | --- |
| District établit le 4 mars 1823 |                       |                                   |                | |
| William Wilson (en)             | Républicain-Démocrate | 4 mars 1823 - 3 mars 1825         | 18e - 20e      | Élu en 1822. Réélu en 1824. Réélu en 1826. Décès. |
| William Wilson (en)             | Anti-Jacksonien       | 4 mars 1825 - 6 juin 1827         | 18e - 20e      | Élu en 1822. Réélu en 1824. Réélu en 1826. Décès. |
| Vacant                          | Vacant                | June 6, 1827 – October 9, 1827    | 20e            | |
| William Stanbery (en)           | Jacksonien (en)       | 9 octobre 1827 - 3 mars 1831      | 20e - 22e      | Élu pour terminer le mandat de Wilson. Réélu en 1828. Réélu en 1830. Perd sa renomination. |
| William Stanbery (en)           | Anti-Jacksonien       | 4 mars 1831 - 3 mars 1833         | 20e - 22e      | Élu pour terminer le mandat de Wilson. Réélu en 1828. Réélu en 1830. Perd sa renomination. |
| Jeremiah McLene (en)            | Jacksonien (en)       | 4 mars 1833 - 3 mars 1837         | 23e , 24e      | Élu en 1832. Réélu en 1834. Perd sa réélection. |
| Joseph Ridgway                  | Whig                  | 4 mars 1837 - 3 mars 1843         | 25e - 27e      | Élu en 1836. Réélu en 1838. Réélu en 1840. |
| John I. Vanmeter (en)           | Whig                  | 4 mars 1843 - 3 mars 1845         | 28e            | Élu en 1843. |
| Allen G. Thurman                | Démocrate             | 4 mars 1845 - 3 mars 1847         | 29e            | Élu en 1844. |
| John L. Taylor (en)             | Whig                  | 4 mars 1847 - 3 mars 1853         | 30e - 32e      | Élu en 1846. Réélu en 1848. Réélu en 1850. Redécoupage vers le 10e district. |
| Moses Bledso Corwin (en)        | Whig                  | 4 mars 1853 - 3 mars 1855         | 33e            | Élu en 1852. |
| Benjamin Stanton (en)           | Opposition Party (en) | 4 mars 1855 - 3 mars 1857         | 34e - 36e      | Élu en 1854. Réélu en 1856. Réélu en 1858. |
| Benjamin Stanton (en)           | Républicain           | 4 mars 1857 - 3 mars 1861         | 34e - 36e      | Élu en 1854. Réélu en 1856. Réélu en 1858. |
| Samuel Shellabarger (en)        | Républicain           | 4 mars 1861 - 3 mars 1863         | 37e            | Élu en 1860. |
| William Johnston (en)           | Démocrate             | 4 mars 1863 - 3 mars 1865         | 38e            | Élu en 1862. |
| James Randolph Hubbell (en)     | Républicain           | 4 mars 1865 - 3 mars 1867         | 39e            | Élu en 1864. |
| Cornelius S. Hamilton (en)      | Républicain           | 4 mars 1867 - 22 décembre 1867    | 40e            | Élu en 1866. Décès. |
| Vacant                          | Vacant                | 22 décembre 1867 - 5 février 1868 | 40e            | |
| John Beatty                     | Républicain           | 5 février 1868 - 3 mars 1873      | 40e - 42e      | Élu pour terminer le mandat de Hamilton. Réélu en 1868. Réélu en 1870. |
| William Lawrence (en)           | Républicain           | 4 mars 1873 - 3 mars 1877         | 43e , 44e      | Élu en 1872. Réélu en 1874. |
| J. Warren Keifer                | Républicain           | 4 mars 1877 - 3 mars 1879         | 45e            | Élu en 1876. Redécoupage vers le 4e district. |
| Ebenezer B. Finley (en)         | Démocrate             | 4 mars 1879 - 3 mars 1881         | 46e            | Redécoupage depuis le 14e district et réélu en 1878. |
| J. Warren Keifer                | Républicain           | 4 mars 1881 - 3 mars 1885         | 47e , 48e      | Redécoupage depuis le 4e district et réélu en 1880. Réélu en 1882. |
| John Little (en)                | Républicain           | 4 mars 1885 - 3 mars 1887         | 49e            | Élu en 1884. Redécoupage vers le 7e district et perd sa réélection. |
| Robert P. Kennedy (en)          | Républicain           | 4 mars 1887 - 3 mars 1891         | 50e , 51e      | Élu en 1886. Réélu en 1888. |
| Darius D. Hare (en)             | Démocrate             | 4 mars 1891 - 3 mars 1893         | 52e            | Élu en 1890. Redécoupage vers le 13e district. |
| Luther M. Strong (en)           | Républicain           | 4 mars 1893 - 3 mars 1897         | 53e , 54e      | Élu en 1892. Réélu en 1894. |
| Archibald Lybrand (en)          | Républicain           | 4 mars 1897 - 3 mars 1901         | 55e , 56e      | Élu en 1896. Réélu en 1898. Perd sa réélection. |
| William R. Warnock (en)         | Républicain           | 4 mars 1901 - 3 mars 1905         | 57e , 58e      | Élu en 1900. Réélu en 1902. Retrait. |
| Ralph D. Cole (en)              | Républicain           | 4 mars 1905 - 3 mars 1911         | 59e - 61e      | Élu en 1904. Réélu en 1906. Réélu en 1908. Perd sa réélection. |
| Frank B. Willis (en)            | Républicain           | 4 mars 1911 - 9 janvier 1915      | 62e , 63e      | Élu en 1910. Réélu en 1912. Retrait pour démissionne losqu'élu Gouverneur de l'Ohio. |
| Vacant                          | Vacant                | January 9, 1915 – March 3, 1915   | 63e            | |
| John A. Key (en)                | Démocrate             | 4 mars 1915 - 3 mars 1919         | 64e , 65e      | Élu en 1914. Réélu en 1916. Perd sa réélection. |
| R. Clint Cole (en)              | Républicain           | 4 mars 1919 - 3 mars 1925         | 66e - 68e      | Élu en 1918. Réélu en 1920. Réélu en 1922. Perd sa réélection. |
| Thomas B. Fletcher (en)         | Démocrate             | 4 mars 1925 - 3 mars 1929         | 69e , 70e      | Élu en 1924. Réélu en 1926. Perd sa réélection. |
| Grant E. Mouser Jr. (en)        | Républicain           | 4 mars 1929 - 3 mars 1933         | 71e , 72e      | Élu en 1928. Réélu en 1930. Perd sa réélection. |
| Thomas B. Fletcher (en)         | Démocrate             | 4 mars 1933 - 3 janvier 1939      | 73e - 75e      | Élu en 1932. Réélu en 1934. Réélu en 1936. Perd sa réélection. |
| Frederick Cleveland Smith (en)  | Républicain           | 3 janvier 1939 - 3 janvier 1951   | 76e - 81e      | Élu en 1938. Réélu en 1940. Réélu en 1942. Réélu en 1944. Réélu en 1946. Réélu en 1948. Retrait. |
| Jackson Edward Betts (en)       | Républicain           | 3 janvier 1951 - 3 janvier 1973   | 82e - 92e      | Élu en 1950. Réélu en 1952. Réélu en 1954. Réélu en 1956. Réélu en 1958. Réélu en 1960. Réélu en 1962. Réélu en 1964. Réélu en 1966. Réélu en 1968. Réélu en 1970. Retrait.                                   |
| Walter E. Powell (en)           | Républicain           | 3 janvier 1973 - 3 janvier 1975   | 93e            | Redécoupage depuis le 24e district et réélu en 1972. Retrait. |
| Tom Kindness                    | Républicain           | 3 janvier 1975 - 3 janvier 1987   | 94e - 99e      | Élu en 1974. Réélu en 1976. Réélu en 1978. Réélu en 1980. Réélu en 1982. Réélu en 1984. Retrait pour se présenter comme Sénateur des États-Unis.                                                              |
| Buz Lukens (en)                 | Républicain           | 3 janvier 1987 - 24 octobre 1990  | 100e , 101e    | Élu en 1986. Réélu en 1988. Perd sa renomination et démissionne. |
| Vacant                          | Vacant                | 24 octobre 1990 - 3 janvier 1991  | 101e           | |
| John Boehner                    | Républicain           | 3 janvier 1991 - 31 octobre 2015  | 102e - 114e    | Élu en 1990. Réélu en 1992. Réélu en 1994. Réélu en 1996. Réélu en 1998. Réélu en 2000. Réélu en 2002. Réélu en 2004. Réélu en 2006. Réélu en 2008. Réélu en 2010. Réélu en 2012. Réélu en 2014. Démissionne. |
| Vacant                          | Vacant                | 31 octobre 2015 - 7 juin 2016     | 114e           | |
| Warren Davidson                 | Républicain           | 7 juin 2016 - Présent             | 114e - Présent | Élu pour terminer le mandat de Boehner. Réélu en 2016. Réélu en 2018. Réélu en 2020. Réélu en 2022. Réélu en 2024.                                                                                            |

## Résultats des récentes élections
Voici les résultats des dix précédents cycles électoraux dans le district.

## Frontières historiques du district

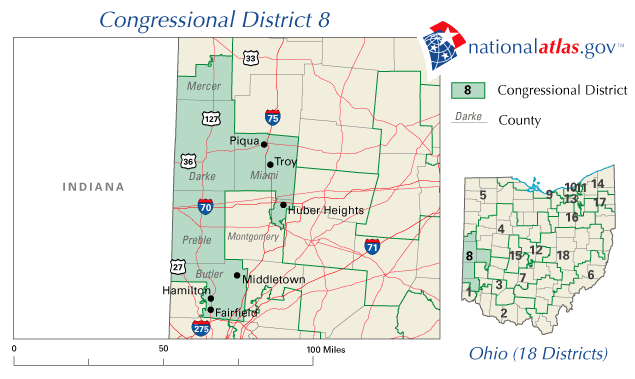
2003 - 2013

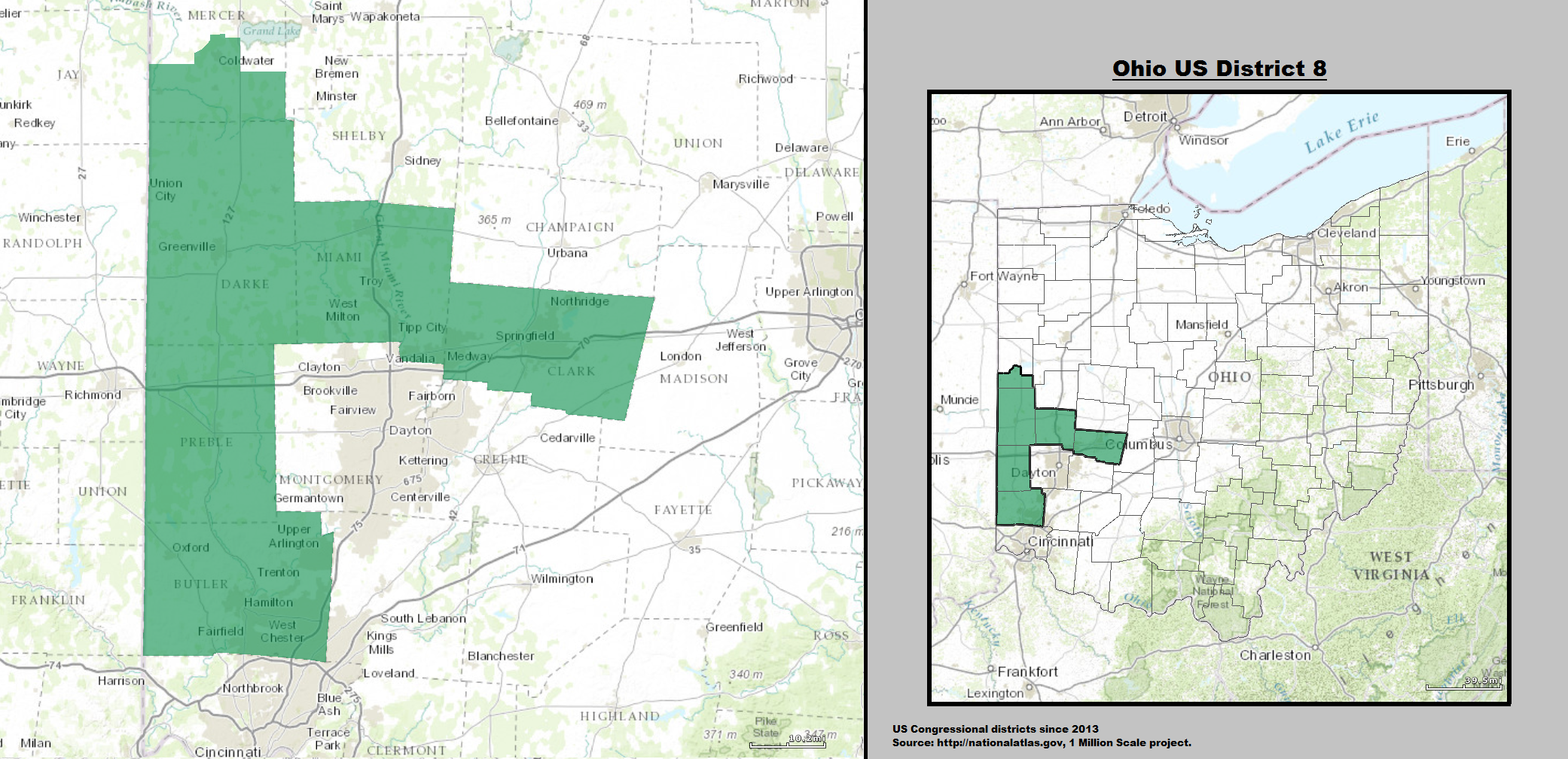
2013 - 2023

### 2004
| Élection de 2004 du 8e district congressionnel de l'Ohio | Élection de 2004 du 8e district congressionnel de l'Ohio | Élection de 2004 du 8e district congressionnel de l'Ohio | Élection de 2004 du 8e district congressionnel de l'Ohio | Élection de 2004 du 8e district congressionnel de l'Ohio |
| -------------------------------------------------------- | -------------------------------------------------------- | -------------------------------------------------------- | -------------------------------------------------------- | -------------------------------------------------------- |
| Parti                                                    | Parti                                                    | Candidat                                                 | Votes                                                    | %                                                        |
|                                                          | Républicain                                              | John Boehner (sortant)                                   | 201 675                                                  | 69,0                                                     |
|                                                          | Démocrate                                                | Jeff Hardenbrook                                         | 90 574                                                   | 31,0                                                     |
| Total des votes                                          | Total des votes                                          | Total des votes                                          | 292 249                                                  | 100 %                                                    |
|                                                          | Les Républicains conservent                              |                                                          |                                                          |                                                          |

### 2006
| Élection de 2006 du 8e district congressionnel de l'Ohio | Élection de 2006 du 8e district congressionnel de l'Ohio | Élection de 2006 du 8e district congressionnel de l'Ohio | Élection de 2006 du 8e district congressionnel de l'Ohio | Élection de 2006 du 8e district congressionnel de l'Ohio |
| -------------------------------------------------------- | -------------------------------------------------------- | -------------------------------------------------------- | -------------------------------------------------------- | -------------------------------------------------------- |
| Parti                                                    | Parti                                                    | Candidat                                                 | Votes                                                    | %                                                        |
|                                                          | Républicain                                              | John Boehner (sortant)                                   | 136 863                                                  | 63,8                                                     |
|                                                          | Démocrate                                                | Mort Meier                                               | 77 640                                                   | 36,2                                                     |
| Total des votes                                          | Total des votes                                          | Total des votes                                          | 214 503                                                  | 100 %                                                    |
|                                                          | Les Républicains conservent                              |                                                          |                                                          |                                                          |

### 2008
| Élection de 2008 du 8e district congressionnel de l'Ohio | Élection de 2008 du 8e district congressionnel de l'Ohio | Élection de 2008 du 8e district congressionnel de l'Ohio | Élection de 2008 du 8e district congressionnel de l'Ohio | Élection de 2008 du 8e district congressionnel de l'Ohio |
| -------------------------------------------------------- | -------------------------------------------------------- | -------------------------------------------------------- | -------------------------------------------------------- | -------------------------------------------------------- |
| Parti                                                    | Parti                                                    | Candidat                                                 | Votes                                                    | %                                                        |
|                                                          | Républicain                                              | John Boehner (sortant)                                   | 202 063                                                  | 67,9                                                     |
|                                                          | Démocrate                                                | Nicholas Von Stein                                       | 95 510                                                   | 32,1                                                     |
| Total des votes                                          | Total des votes                                          | Total des votes                                          | 297 573                                                  | 100 %                                                    |
|                                                          | Les Républicains conservent                              |                                                          |                                                          |                                                          |

### 2010
| Élection de 2010 du 8e district congressionnel de l'Ohio | Élection de 2010 du 8e district congressionnel de l'Ohio | Élection de 2010 du 8e district congressionnel de l'Ohio | Élection de 2010 du 8e district congressionnel de l'Ohio | Élection de 2010 du 8e district congressionnel de l'Ohio |
| -------------------------------------------------------- | -------------------------------------------------------- | -------------------------------------------------------- | -------------------------------------------------------- | -------------------------------------------------------- |
| Parti                                                    | Parti                                                    | Candidat                                                 | Votes                                                    | %                                                        |
|                                                          | Républicain                                              | John Boehner (sortant)                                   | 142 731                                                  | 65,6                                                     |
|                                                          | Démocrate                                                | Justin A. Coussoule                                      | 65 883                                                   | 30,3                                                     |
|                                                          | Libertarien                                              | David A. Harlow                                          | 3 121                                                    | 2,4                                                      |
|                                                          | Constitution                                             | James J. Condit Jr.                                      | 3 701                                                    | 1,7                                                      |
| Total des votes                                          | Total des votes                                          | Total des votes                                          | 217 436                                                  | 100 %                                                    |
|                                                          | Les Républicains conservent                              |                                                          |                                                          |                                                          |

### 2012
| Élection de 2012 du 8e district congressionnel de l'Ohio | Élection de 2012 du 8e district congressionnel de l'Ohio | Élection de 2012 du 8e district congressionnel de l'Ohio | Élection de 2012 du 8e district congressionnel de l'Ohio | Élection de 2012 du 8e district congressionnel de l'Ohio |
| -------------------------------------------------------- | -------------------------------------------------------- | -------------------------------------------------------- | -------------------------------------------------------- | -------------------------------------------------------- |
| Parti                                                    | Parti                                                    | Candidat                                                 | Votes                                                    | %                                                        |
|                                                          | Républicain                                              | John Boehner (sortant)                                   | 246 378                                                  | 99,2                                                     |
|                                                          | Indépendant                                              | James Condit Jr.                                         | 1 938                                                    | 0,8                                                      |
| Total des votes                                          | Total des votes                                          | Total des votes                                          | 248 316                                                  | 100 %                                                    |
|                                                          | Les Républicains conservent                              |                                                          |                                                          |                                                          |

### 2014
| Élection de 2014 du 8e district congressionnel de l'Ohio | Élection de 2014 du 8e district congressionnel de l'Ohio | Élection de 2014 du 8e district congressionnel de l'Ohio | Élection de 2014 du 8e district congressionnel de l'Ohio | Élection de 2014 du 8e district congressionnel de l'Ohio |
| -------------------------------------------------------- | -------------------------------------------------------- | -------------------------------------------------------- | -------------------------------------------------------- | -------------------------------------------------------- |
| Parti                                                    | Parti                                                    | Candidat                                                 | Votes                                                    | %                                                        |
|                                                          | Républicain                                              | John Boehner (sortant)                                   | 126 539                                                  | 67,2                                                     |
|                                                          | Démocrate                                                | Tom Poetter                                              | 51 534                                                   | 27,4                                                     |
|                                                          | Constitution                                             | James J. Condit Jr.                                      | 10 257                                                   | 5,4                                                      |
| Total des votes                                          | Total des votes                                          | Total des votes                                          | 188 330                                                  | 100 %                                                    |
|                                                          | Les Républicains conservent                              |                                                          |                                                          |                                                          |

### 2016 (Spéciale)
| Élection de 2016 du 8e district congressionnel de l'Ohio | Élection de 2016 du 8e district congressionnel de l'Ohio | Élection de 2016 du 8e district congressionnel de l'Ohio | Élection de 2016 du 8e district congressionnel de l'Ohio | Élection de 2016 du 8e district congressionnel de l'Ohio |
| -------------------------------------------------------- | -------------------------------------------------------- | -------------------------------------------------------- | -------------------------------------------------------- | -------------------------------------------------------- |
| Parti                                                    | Parti                                                    | Candidat                                                 | Votes                                                    | %                                                        |
|                                                          | Républicain                                              | Warren Davidson (sortant)                                | 223 833                                                  | 68,8                                                     |
|                                                          | Démocrate                                                | Steve Fought                                             | 87 794                                                   | 27                                                       |
|                                                          | Vert                                                     | Derrick Hendricks                                        | 13 879                                                   | 4,3                                                      |
| Total des votes                                          | Total des votes                                          | Total des votes                                          | 325 506                                                  | 100 %                                                    |
|                                                          | Les Républicains conservent                              |                                                          |                                                          |                                                          |

### 2018
| Élection de 2018 du 8e district congressionnel de l'Ohio | Élection de 2018 du 8e district congressionnel de l'Ohio | Élection de 2018 du 8e district congressionnel de l'Ohio | Élection de 2018 du 8e district congressionnel de l'Ohio | Élection de 2018 du 8e district congressionnel de l'Ohio |
| -------------------------------------------------------- | -------------------------------------------------------- | -------------------------------------------------------- | -------------------------------------------------------- | -------------------------------------------------------- |
| Parti                                                    | Parti                                                    | Candidat                                                 | Votes                                                    | %                                                        |
|                                                          | Républicain                                              | Warren Davidson (sortant)                                | 173 852                                                  | 66,6                                                     |
|                                                          | Démocrate                                                | Vanessa Enoch                                            | 87 281                                                   | 33,4                                                     |
| Total des votes                                          | Total des votes                                          | Total des votes                                          | 261 133                                                  | 100 %                                                    |
|                                                          | Les Républicains conservent                              |                                                          |                                                          |                                                          |

### 2020
| Élection de 2020 du 8e district congressionnel de l'Ohio | Élection de 2020 du 8e district congressionnel de l'Ohio | Élection de 2020 du 8e district congressionnel de l'Ohio | Élection de 2020 du 8e district congressionnel de l'Ohio | Élection de 2020 du 8e district congressionnel de l'Ohio |
| -------------------------------------------------------- | -------------------------------------------------------- | -------------------------------------------------------- | -------------------------------------------------------- | -------------------------------------------------------- |
| Parti                                                    | Parti                                                    | Candidat                                                 | Votes                                                    | %                                                        |
|                                                          | Républicain                                              | Warren Davidson (sortant)                                | 246 277                                                  | 69,0                                                     |
|                                                          | Démocrate                                                | Vanessa Enoch                                            | 110 766                                                  | 31,0                                                     |
|                                                          | Indépendant                                              | Isaac Reed (write-in)                                    | 114                                                      | 0,0                                                      |
| Total des votes                                          | Total des votes                                          | Total des votes                                          | 357 157                                                  | 100 %                                                    |
|                                                          | Les Républicains conservent                              |                                                          |                                                          |                                                          |

### 2022
| Primaire Républicaine de 2022 du 8e district congressionnel de l'Ohio | Primaire Républicaine de 2022 du 8e district congressionnel de l'Ohio | Primaire Républicaine de 2022 du 8e district congressionnel de l'Ohio | Primaire Républicaine de 2022 du 8e district congressionnel de l'Ohio | Primaire Républicaine de 2022 du 8e district congressionnel de l'Ohio |
| --------------------------------------------------------------------- | --------------------------------------------------------------------- | --------------------------------------------------------------------- | --------------------------------------------------------------------- | --------------------------------------------------------------------- |
| Parti                                                                 | Parti                                                                 | Candidat                                                              | Votes                                                                 | %                                                                     |
|                                                                       | Républicain                                                           | Warren Davidson (sortant)                                             | 50 372                                                                | 72,4                                                                  |
|                                                                       | Républicain                                                           | Phil Heimlich                                                         | 19 230                                                                | 27,6                                                                  |

| Primaire Démocrate de 2022 du 8e district congressionnel de l'Ohio | Primaire Démocrate de 2022 du 8e district congressionnel de l'Ohio | Primaire Démocrate de 2022 du 8e district congressionnel de l'Ohio | Primaire Démocrate de 2022 du 8e district congressionnel de l'Ohio | Primaire Démocrate de 2022 du 8e district congressionnel de l'Ohio |
| ------------------------------------------------------------------ | ------------------------------------------------------------------ | ------------------------------------------------------------------ | ------------------------------------------------------------------ | ------------------------------------------------------------------ |
| Parti                                                              | Parti                                                              | Candidat                                                           | Votes                                                              | %                                                                  |
|                                                                    | Démocrate                                                          | Vanessa Enoch                                                      | 18 290                                                             | 100 %                                                              |

| Élection de 2022 du 8e district congressionnel de l'Ohio | Élection de 2022 du 8e district congressionnel de l'Ohio | Élection de 2022 du 8e district congressionnel de l'Ohio | Élection de 2022 du 8e district congressionnel de l'Ohio | Élection de 2022 du 8e district congressionnel de l'Ohio |
| -------------------------------------------------------- | -------------------------------------------------------- | -------------------------------------------------------- | -------------------------------------------------------- | -------------------------------------------------------- |
| Parti                                                    | Parti                                                    | Candidat                                                 | Votes                                                    | %                                                        |
|                                                          | Républicain                                              | Warren Davidson (sortant)                                | 180 287                                                  | 64,6                                                     |
|                                                          | Démocrate                                                | Vanessa Enoch                                            | 98 629                                                   | 35,4                                                     |
| Total des votes                                          | Total des votes                                          | Total des votes                                          | 278 916                                                  | 100 %                                                    |
|                                                          | Les Républicains conservent                              |                                                          |                                                          |                                                          |

### 2024
| Primaire Républicaine de 2024 du 8e district congressionnel de l'Ohio | Primaire Républicaine de 2024 du 8e district congressionnel de l'Ohio | Primaire Républicaine de 2024 du 8e district congressionnel de l'Ohio | Primaire Républicaine de 2024 du 8e district congressionnel de l'Ohio | Primaire Républicaine de 2024 du 8e district congressionnel de l'Ohio |
| --------------------------------------------------------------------- | --------------------------------------------------------------------- | --------------------------------------------------------------------- | --------------------------------------------------------------------- | --------------------------------------------------------------------- |
| Parti                                                                 | Parti                                                                 | Candidat                                                              | Votes                                                                 | %                                                                     |
|                                                                       | Républicain                                                           | Warren Davidson (sortant)                                             | 59 712                                                                | 80,0                                                                  |
|                                                                       | Républicain                                                           | Kay Rogers                                                            | 14 933                                                                | 20,0                                                                  |

| Primaire Démocrate de 2024 du 8e district congressionnel de l'Ohio | Primaire Démocrate de 2024 du 8e district congressionnel de l'Ohio | Primaire Démocrate de 2024 du 8e district congressionnel de l'Ohio | Primaire Démocrate de 2024 du 8e district congressionnel de l'Ohio | Primaire Démocrate de 2024 du 8e district congressionnel de l'Ohio |
| ------------------------------------------------------------------ | ------------------------------------------------------------------ | ------------------------------------------------------------------ | ------------------------------------------------------------------ | ------------------------------------------------------------------ |
| Parti                                                              | Parti                                                              | Candidat                                                           | Votes                                                              | %                                                                  |
|                                                                    | Démocrate                                                          | Vanessa Enoch                                                      | 15 650                                                             | 72,0                                                               |
|                                                                    | Démocrate                                                          | Nathaniel Hawkins                                                  | 3 689                                                              | 16,9                                                               |
|                                                                    | Démocrate                                                          | David Gelb                                                         | 2 407                                                              | 11,1                                                               |

| Élection de 2024 du 8e district congressionnel de l'Ohio | Élection de 2024 du 8e district congressionnel de l'Ohio | Élection de 2024 du 8e district congressionnel de l'Ohio | Élection de 2024 du 8e district congressionnel de l'Ohio | Élection de 2024 du 8e district congressionnel de l'Ohio |
| -------------------------------------------------------- | -------------------------------------------------------- | -------------------------------------------------------- | -------------------------------------------------------- | -------------------------------------------------------- |
| Parti                                                    | Parti                                                    | Candidat                                                 | Votes                                                    | %                                                        |
|                                                          | Républicain                                              | Warren Davidson (sortant)                                | 237 503                                                  | 62,81                                                    |
|                                                          | Démocrate                                                | Vanessa Enoch                                            | 140 625                                                  | 37,19                                                    |
| Total des votes                                          | Total des votes                                          | Total des votes                                          | 378 128                                                  | 100 %                                                    |
|                                                          | Les Républicains conservent                              |                                                          |                                                          |                                                          |